# Джуді Барі
Джу́діт Беатрі́с «Джу́ді» Ба́рі (англ. Judith Beatrice «Judi» Bari; 7 листопада 1949, Сілвер-Спринг, Меріленд — 2 березня 1997, поруч з Віллітсом, Каліфорнія) — американська активістка, анархо-синдикалістка, феміністка.

## Життєпис
Еколог і профспілкова лідерка (член синдикалістської організації Індустріальні робітники світу), феміністка, одна з лідерів радикальної екологічної організації «Земля передусім!», захисниця давніх каліфорнійських лісів у 1980-х і 1990-х роках.
Барі народилася в населеному пункті Сілвер-Спринг, у штаті Меріленд. Дочка математика Рут Ааронсон Барі, сестра наукового журналіста Джини Колати (The New York Times). Вона закінчила коледж.
Джуді переїхала в Сонома-Каунті, в Каліфорнії, і, не знайшовши роботи, включилася в політичну боротьбу проти політики США в Центральній Америці.
Пізніше, переїхавши в район Віліттс, вона приєдналася до «Earth First!» і почала організовувати протести проти вирубування реліктових дерев. Її дії розцінено як загрозу лісовій промисловості США.
24 травня 1990 року в Окленді, штат Каліфорнія, в автомобіль Барі і Дерріла Черні підкладено бомбу. Барі важко поранено. ФБР заарештувала Барі нібито за перевезення вибухових речовин, тоді як вона була ще в критичному стані.
2 березня 1997 року Джудіт Беатріс (Джуді Барі) померла від раку грудей.